# 摩鹿加蕈珊瑚
摩鹿加蕈珊瑚（学名：Fungia (Pleuractis）为蕈珊瑚科蕈珊瑚屬下的一个种。